# クロノジェネシス
クロノジェネシス（欧字名:Chrono Genesis、2016年3月6日 - ）は、日本の競走馬・繁殖牝馬。
主な勝ち鞍は2019年の秋華賞、2020年・2021年の宝塚記念連覇、2020年の有馬記念。
馬名の意味は、母名の一部＋「創世記」。2020年に春秋グランプリ連覇を達成し、翌年の宝塚記念ではスピードシンボリ、グラスワンダーに次いで史上3頭目のグランプリ3連覇、ゴールドシップに次ぐ史上2頭目の宝塚記念連覇を果たした。2020年のJRA賞特別賞受賞。

## 戦績

### デビュー前
2016年3月6日に北海道安平町のノーザンファームで誕生。一口馬主法人「サンデーサラブレッドクラブ」より総額1400万円（1口35万円×40口）で募集され、ノーザンファーム早来の野崎孝仁厩舎で育成された。育成中のクロノジェネシスについて野崎厩舎長は「育成時の印象としては、そこまで目立った馬ではありませんでした。それだけにレースであれだけの切れがあるのは驚きでした」と述べている。

### 2歳（2018年）

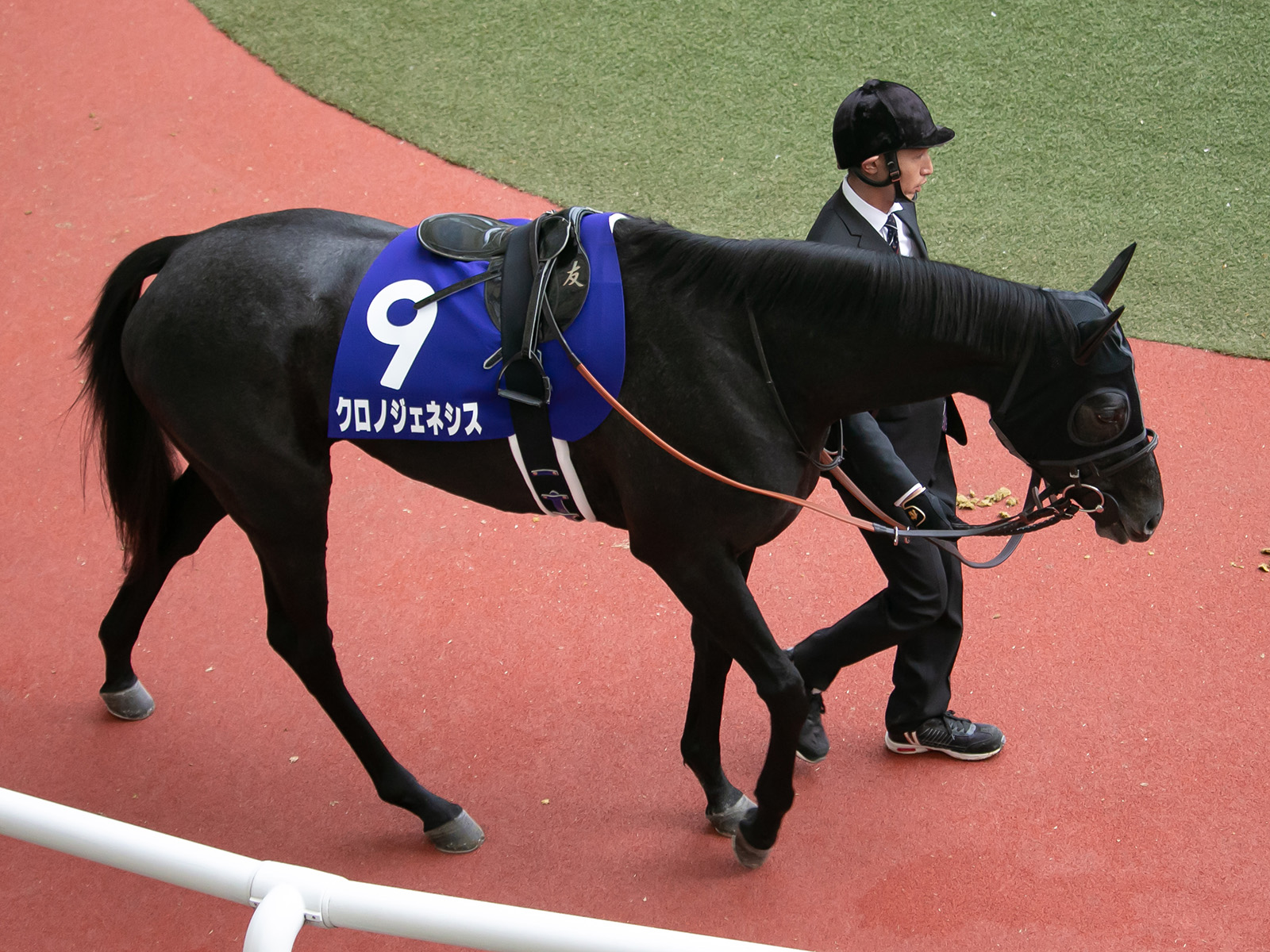
2018年阪神ジュベナイルフィリーズ出走時

栗東・斉藤崇史厩舎に入厩する。馬名の意味は「母名より＋創世記」。当初は新潟競馬場のマイル戦でのデビューが予定されていたが、ワールドオールスタージョッキーズが札幌競馬場で行われる関係で騎手が手配できず、1週スライドして9月2日の新馬戦（小倉芝1800m）で北村友一を鞍上にデビューした。「追い切りの段階から走る馬だと思っていました」という鞍上の期待通りに、好位から鋭い脚で抜け出して2着馬に2馬身差をつけて新馬勝ちする。
2戦目は東京競馬場に遠征して牡馬相手のアイビーステークス (OP) に出走。スローペースからの瞬発力勝負となる中、上がり3Fを東京競馬場2歳戦の史上最速となる32秒5の末脚で抜け出し、デビュー2連勝を飾る。阪神ジュベナイルフィリーズでもファンタジーステークス勝ち馬ダノンファンタジーに次ぐ2番人気に推されたが、スタートで出遅れて後方からの競馬を強いられる。直線では大外からダノンファンタジーとともに伸びたが、半馬身捉えられず2着に敗れた。

### 3歳（2019年）
クラシックに向けての始動戦としてクイーンカップに出走。スローペースから上がり3F33秒1の末脚で先頭に立ち、最後は余裕の手応えで外のビーチサンバを退けて重賞初制覇を果たした。
迎えた桜花賞では、阪神ジュベナイルフィリーズの後、チューリップ賞も快勝した先述のダノンファンタジー、牡馬相手の朝日杯フューチュリティステークス (FS) で3着と健闘したグランアレグリアに次ぐ3番人気に推される。レースでは緩やかな流れからグランアレグリアが先行抜け出しでレコード勝ちを収め、本馬は中団イン追走から直線で外に持ち出し、上がり32秒9の末脚で追い込むも3着に終わる。北村友一は「3コーナー入り口で内に寄せられて後肢を落とす所がありました。その時にいいリズムが乱れてしまい、もったいなかったですね」と肩を落とした。
グランアレグリアがNHKマイルカップに向かったため、桜花賞馬不在で行われた優駿牝馬（オークス）では桜花賞でレコード決着の3着に入った実力から、3戦無敗のラヴズオンリーユーと人気を分け合う形となり、最終的には2番人気となる。レースでは直線で早めに仕掛けていくも、残り約150mでラヴズオンリーユーに交わされ、12番人気の伏兵カレンブーケドールにも及ばず3着となった。北村は「スタートから最後まで淡々と流れて4角でさらにもう一段速くなった」と、淀みのないペースで脚が溜まらなかった点を敗因に挙げた。
オークス出走後休養に入り、秋はトライアルレースを使わず、ぶっつけで秋華賞に出走。当日の馬場は前日に日本列島に上陸した令和元年東日本台風（台風19号）による雨の影響が残り、稍重で行われた。グランアレグリアは別路線に進み、ラヴズオンリーユーが調整の遅れで本競走を回避したため、17年ぶりに桜花賞馬、オークス馬共に不在となり、混戦模様の中で本馬は4番人気となる。レースはビーチサンバが1000m通過58秒3のペースで逃げる展開で、道中は6番手辺りのインコースを追走。直線を向くと力強く馬群を抜け出して2番人気カレンブーケドールに1馬身半差をつけて快勝、待望のGI初制覇を飾った。鞍上の北村友一は本年にアルアインで大阪杯を制して以来のJRAGI2勝目を果たし、管理する斉藤調教師はJRA・GI初制覇となった。
続いてGI連勝を目指してエリザベス女王杯に出走したが5着に敗退した。北村は「坂の下りで急にペースアップしたのは初めて。戸惑っていたのかも」と敗因を語った。

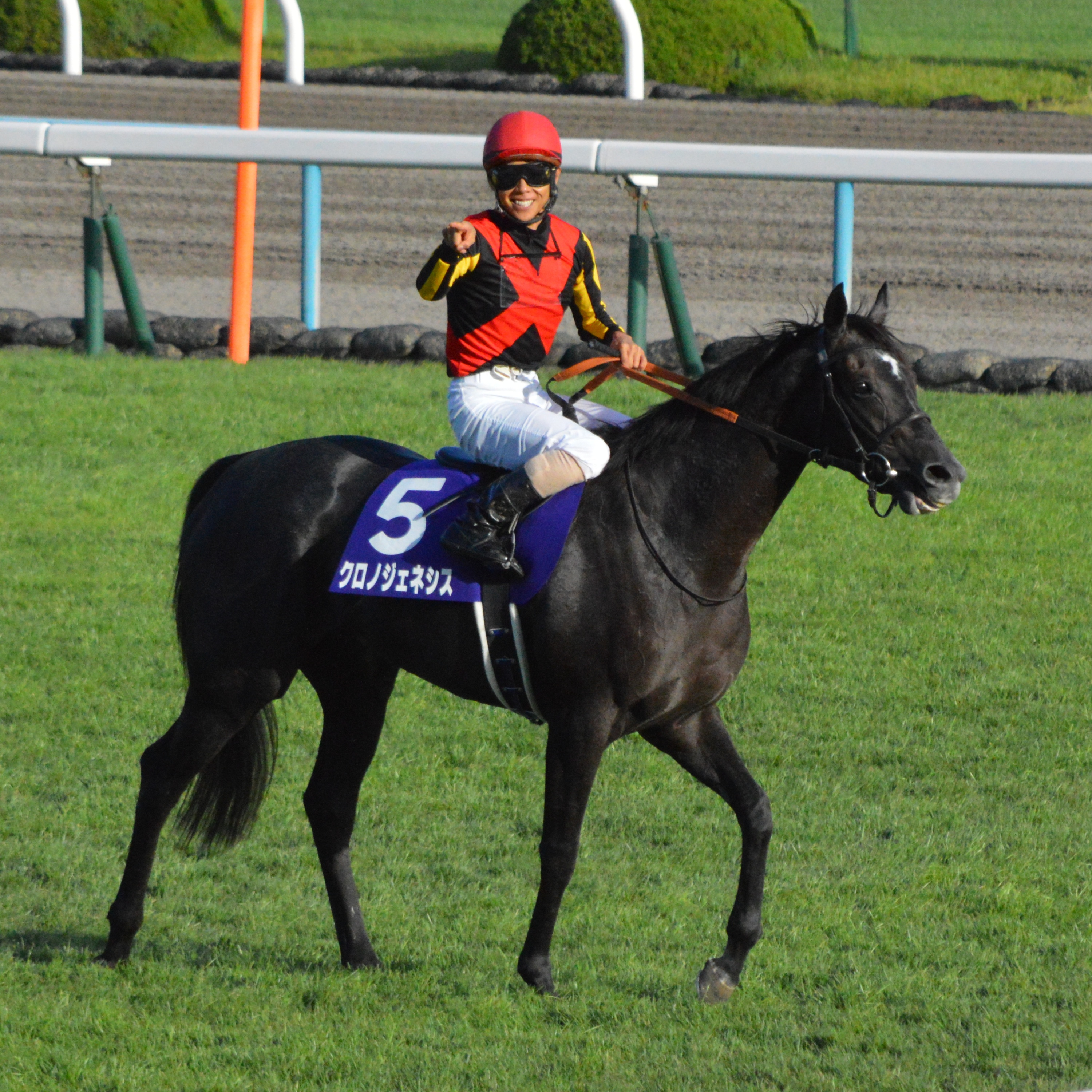
秋華賞・歓声に応える北村友一
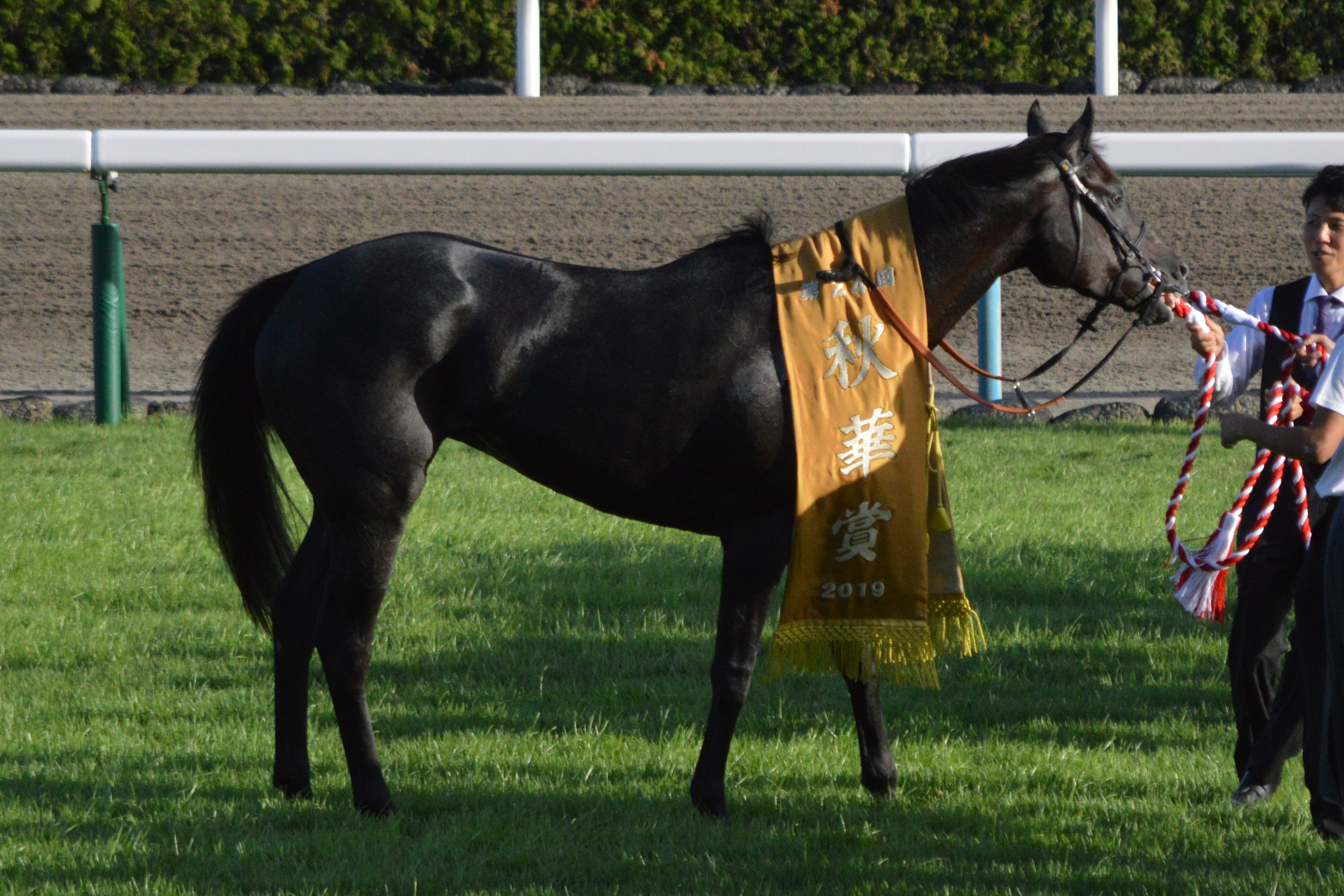
優勝レイ
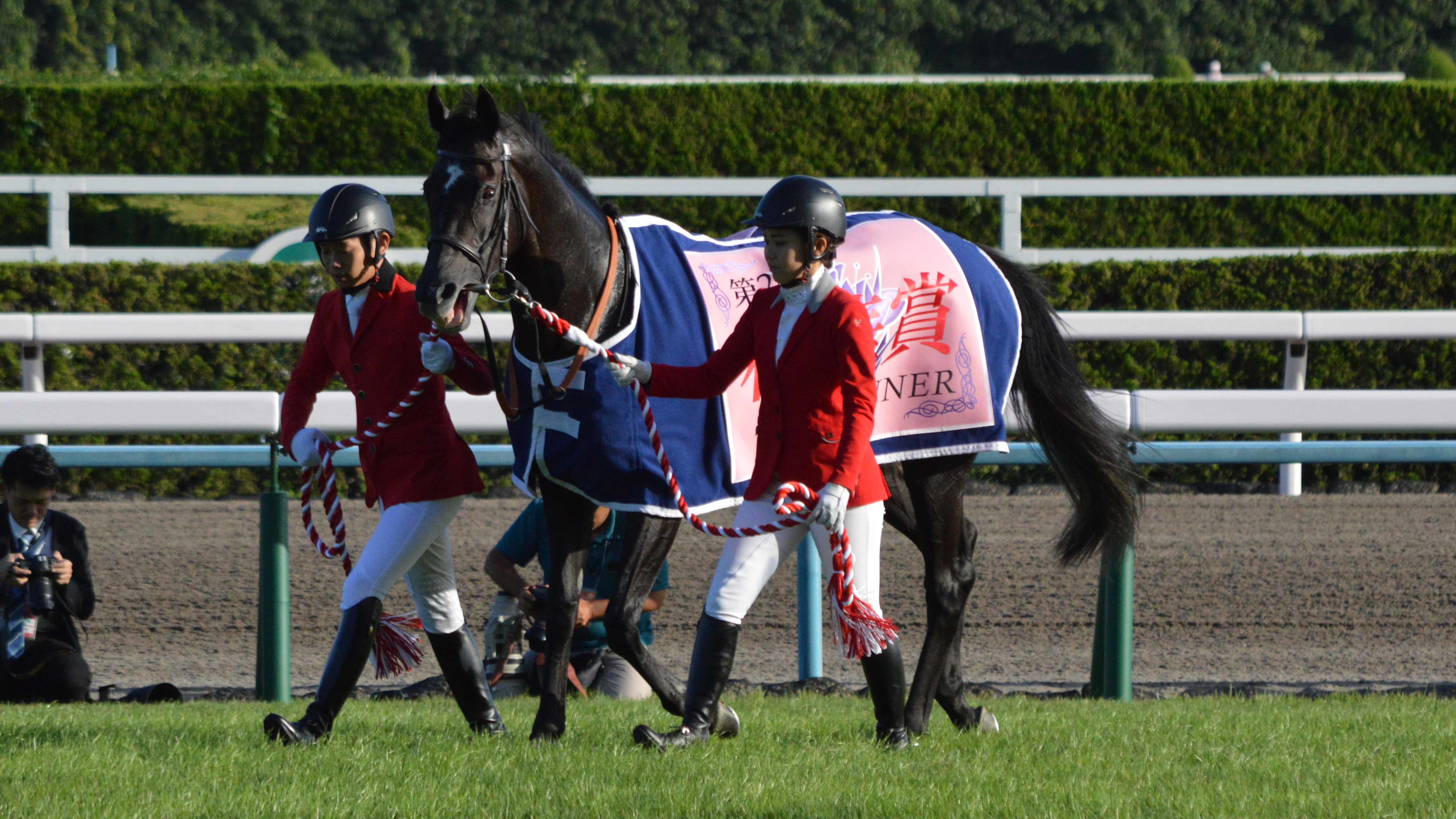
馬服

### 4歳（2020年）
古馬初戦は京都記念に出走。秋華賞の後ジャパンカップでも2着に入ったカレンブーケドールとの再対決が注目され、最終的に自身が1番人気の支持を集めると、レースでは大逃げした馬から離れた好位を追走し、直線半ばで先頭に立つと後方2番手から追いすがるカレンブーケドールを2馬身半差突き放して古馬初戦を勝利で飾った。
続いて出走した大阪杯では、混戦ムードの中4番人気の支持を得た。レースでは道中3番手を追走し、直線ではいい手応えを掴んで逃げるダノンキングリーに迫るも、内から併せて猛追したラッキーライラックにクビ差及ばず、2着に惜敗。エリザベス女王杯に続き、またもラッキーライラックの後塵を拝する結果となったが、鞍上の北村は「外枠だったけど、理想の位置で競馬ができたし、道中も折り合いを欠くことはなかった。最後もしっかりとしていた」とサバサバとした表情で振り返り、斉藤調教師も「内で脚をためている馬に負けたかなという感じ。いつもよりも間隔が詰まっている分、テンションが高かったけど、いい競馬をしてくれた。エリザベス女王杯の時よりも差を詰めているので、次ですね」と前向きに語った。
続いてファン投票6位に選出された宝塚記念に出走。史上最多のGI馬8頭が集結する豪華メンバーが揃った中、サートゥルナーリアに次ぐ2番人気に支持された。直前に降った雨で馬場状態が悪化、稍重で行われたレースでは好スタートから好位に付けた各馬の後ろを追走。前半1000mを1分ちょうどのペースで通過し、3コーナーにかけて外目から進出したキセキに呼応し自身も進出。直線に向くと渋った馬場で伸びあぐねる各馬を尻目に鋭い伸び脚を見せ、最終的に2着キセキに6馬身差で圧勝。前年の秋華賞に続くGI2勝目を挙げた。鞍上の北村友一はレース後「本当に強かったです。スタートが決まったので、折り合える位置で終始、手応え良く運べました。たくさんの支持をいただいて、結果を出せて良かったです。感謝という言葉に尽きるし、クロノジェネシスをほめてほしいと思います」とコメントし、喜びを語った。
秋シーズン緒戦は天皇賞・秋に出走。宝塚記念から約4か月ぶりの実戦となったものの、単勝人気は同レース連覇を狙うアーモンドアイに次ぐ2番人気に支持された。レースは道中中段後方から進め、直線は上がり3ハロン推定32.8秒という末脚を繰り出し追い込むも、アーモンドアイ、フィエールマンに僅か届かず3着と敗れた。
有馬記念のファン投票では、ジャパンカップを制して芝GI最多勝を達成したアーモンドアイ（同レースをもって引退）・3歳牡馬クラシック三冠を無敗で制したコントレイル・3歳牝馬三冠を無敗で制したデアリングタクト（いずれも出走回避）などの有力馬を抑えて1位となった。単勝2.5倍の1番人気で迎えたレースでは、先行するバビットとフィエールマンを最後の直線でとらえると、追いすがるサラキアの猛追をしのぎきり優勝、宝塚記念に続きグランプリレース連覇を果たした。同一年のグランプリ連覇は史上11頭目、牝馬では前年のリスグラシューに続いて史上2頭目。また、半姉のノームコアが同年同月の香港カップを優勝しており、姉妹による同一年GI制覇は2011年のブエナビスタ（ジャパンカップ）& ジョワドヴィーヴル（阪神ジュベナイルフィリーズ）に次ぐ史上2組目、姉妹による同年同月の海外GI・国内GI制覇は史上初であった。また、芦毛の馬として史上3頭目の有馬記念制覇でもある。
両グランプリ同一年制覇の功績により、2020年度JRA賞特別賞を受賞した。

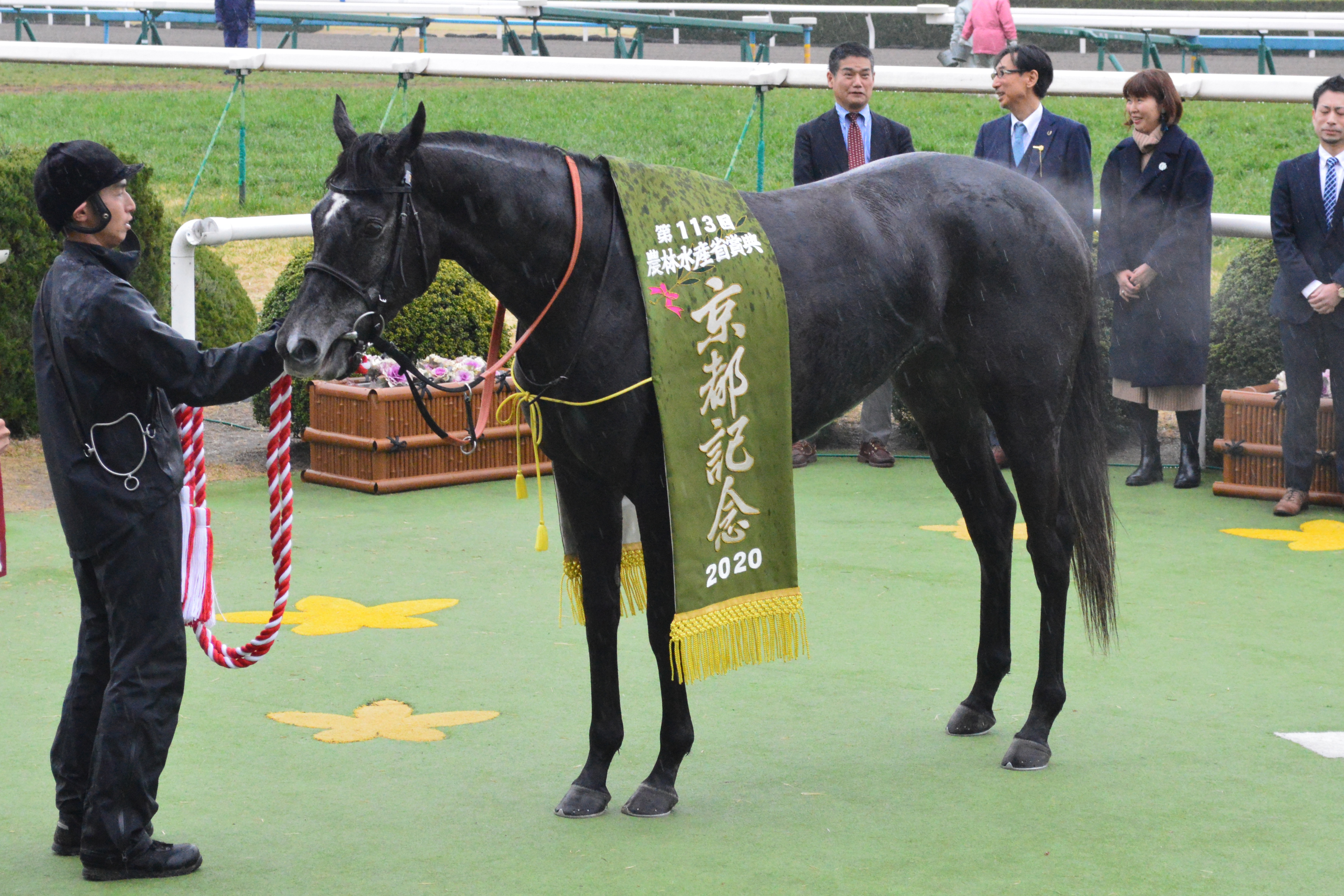
京都記念

### 5歳（2021年）
初戦はドバイシーマクラシックに出走。道中は中団を進むと、最後の直線で先に抜け出したラヴズオンリーユーを捕らえ先頭に出たものの、ゴール直前で外からミシュリフに差されてクビ差の2着に終わった。5月12日、フランスギャロから他の日本馬5頭と共に凱旋門賞へ登録したことが発表された。
続く宝塚記念ではデビューから手綱を取る北村が落馬により重傷を負ったため、クリストフ・ルメールへと乗り替わる。有馬記念に続いてファン投票1位に選出され、単勝人気も無敗で大阪杯を制した6連勝中のレイパパレを抑え1.8倍の1番人気に支持される。
レースでは好スタートから好位につけ、直線では逃げ粘るレイパパレとユニコーンライオンを残り200mからのスパートで交わし突き放して2着ユニコーンライオンに2馬身半差の完勝。2014年第55回宝塚記念にて達成されたゴールドシップ以来史上2頭目の宝塚記念連覇、スピードシンボリとグラスワンダーに次ぐ史上3頭目、牝馬では初のグランプリ3連覇を達成した。
宝塚記念制覇によってかねてから声が上がっていた凱旋門賞出走について、正式に凱旋門賞に参戦すると発表した。また、騎手にはオイシン・マーフィーが選ばれた。9月24日、日本を出国し、フランス時間9月24日にフランスのP.バリー厩舎に到着した。翌25日から現地で調教を開始することになる。
10月3日、凱旋門賞に出走。スタート直後に馬群から大きく離れた外に抜け出すと、中盤は3番手を追走。しかし最終直線で力尽き7着に敗れた。
そして同年の有馬記念を最後に引退する予定であることがサンデーレーシングから発表された。北村友一は骨折による療養中であり、騎乗に間に合わないため、クリストフ・ルメールが騎乗することになった 。12月26日の第66回有馬記念では道中中団追走から最後の直線で懸命に追い上げるもエフフォーリア、ディープボンドの後塵を拝し3着に敗れ、春秋グランプリ4連覇、そして有終の美を飾る事は叶わなかった。全レース終了後、中山競馬場の芝コースにて引退式が行われ、骨折療養中の北村友一も駆け付けた。
12月28日付けで競走馬登録を抹消、引退後は北海道安平町のノーザンファームで繁殖牝馬となる。

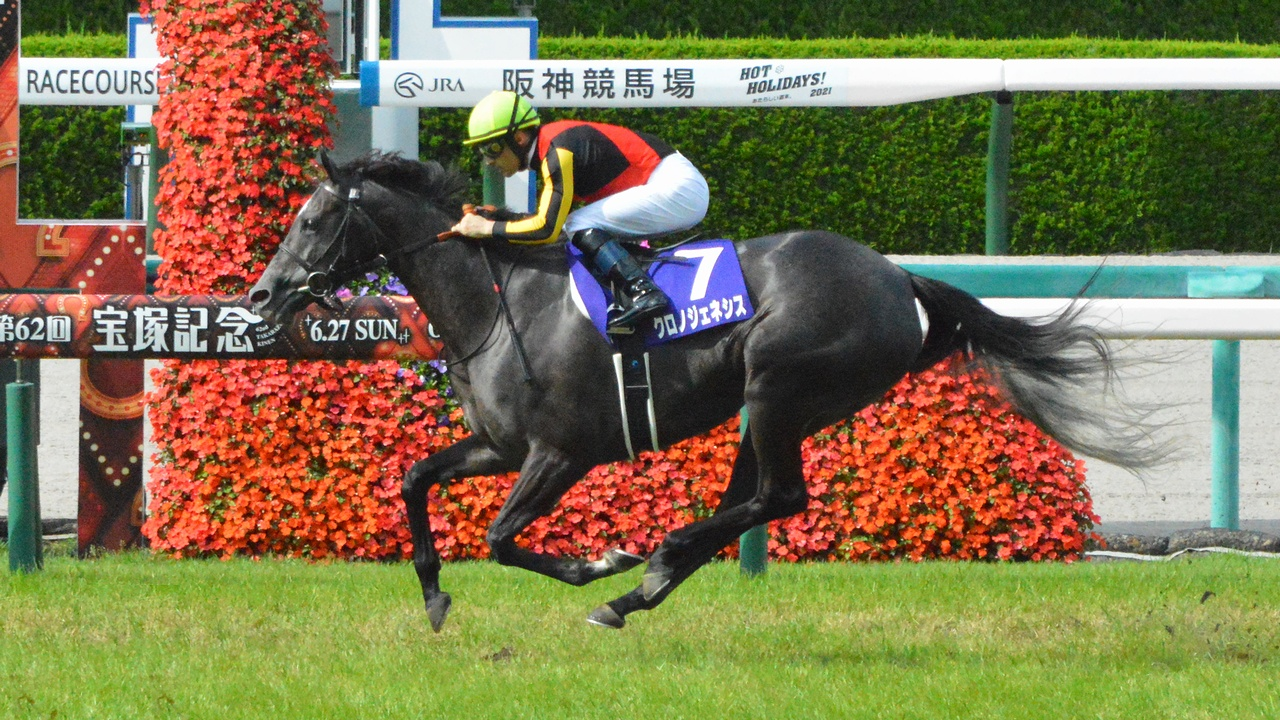
宝塚記念

## 評価・逸話
- 当時コントレイルの主戦ジョッキーであった福永祐一は、2021年9月27日時点において「2500メートルまでならクロノジェネシスは日本ではトップ」と評している[43]。
- ドバイシーマクラシックに出走した際、騎手の北村友一は、やることがなく馬房にてクロノジェネシスと遊んでいた。その時間について「こんなに長い時間、クロノジェネシスといっしょに過ごしたのは初めてでした。あれは本当に楽しい時間でした」と述べた上で、「普段はこんなにおとなしいんだということを知ったんです。まるでペットでした。追い切った後でもおとなしいのには本当に驚きました。すごいな、たいした馬だなと思いました」と述べている[44]。
- 現役時代は当時の現役競走馬中屈指の道悪巧者として知られた[45]。

## 競走成績
以下の内容は、netkeiba.com、Racing PostおよびFrance Galopの情報に基づく。
| 競走日     | 競馬場         | 競走名           | 格   | 距離（馬場）  | 頭 数 | 枠 番 | 馬 番 | オッズ （人気） | 着順 | タイム （上がり3F） | 着差     | 騎手         | 斤量 [kg] | 1着馬（2着馬）         | 馬体重 [kg] |
| ---------- | -------------- | ---------------- | ---- | ------------- | ----- | ----- | ----- | --------------- | ---- | ------------------- | -------- | ------------ | --------- | ---------------------- | ----------- |
| 2018.09.02 | 小倉           | 2歳新馬          |      | 芝1800m（稍） | 16    | 1     | 2     | 002.30（1人）   | 01着 | R1:50.0（34.5）     | -0.3     | 0北村友一    | 54        | （マルカノーベル）     | 440         |
| 0000.10.20 | 東京           | アイビーS        | OP   | 芝1800m（良） | 10    | 1     | 1     | 006.50（3人）   | 01着 | R1:48.6（32.5）     | -0.3     | 0北村友一    | 54        | （コスモカレンドゥラ） | 436         |
| 0000.12.09 | 阪神           | 阪神JF           | GI   | 芝1600m（良） | 18    | 5     | 9     | 003.60（2人）   | 02着 | R1:34.2（33.9）     | -0.1     | 0北村友一    | 54        | ダノンファンタジー     | 436         |
| 2019.02.11 | 東京           | クイーンC        | GIII | 芝1600m（良） | 9     | 8     | 9     | 002.10（1人）   | 01着 | R1:34.2（33.1）     | -0.0     | 0北村友一    | 55        | （ビーチサンバ）       | 438         |
| 0000.04.07 | 阪神           | 桜花賞           | GI   | 芝1600m（良） | 18    | 2     | 4     | 005.70（3人）   | 03着 | R1:33.1（32.9）     | -0.4     | 0北村友一    | 55        | グランアレグリア       | 434         |
| 0000.05.19 | 東京           | 優駿牝馬         | GI   | 芝2400m（良） | 18    | 1     | 2     | 004.10（2人）   | 03着 | R2:23.2（35.4）     | -0.4     | 0北村友一    | 55        | ラヴズオンリーユー     | 432         |
| 0000.10.13 | 京都           | 秋華賞           | GI   | 芝2000m（稍） | 18    | 3     | 5     | 006.90（4人）   | 01着 | R1:59.9（36.1）     | -0.3     | 0北村友一    | 55        | （カレンブーケドール） | 452         |
| 0000.11.10 | 京都           | エリザベス女王杯 | GI   | 芝2200m（良） | 18    | 4     | 8     | 003.50（2人）   | 05着 | R2:14.4（33.3）     | -0.3     | 0北村友一    | 54        | ラッキーライラック     | 448         |
| 2020.02.16 | 京都           | 京都記念         | GII  | 芝2200m（重） | 9     | 7     | 7     | 002.70（1人）   | 01着 | R2:16.4（35.8）     | -0.4     | 0北村友一    | 54        | （カレンブーケドール） | 460         |
| 0000.04.05 | 阪神           | 大阪杯           | GI   | 芝2000m（良） | 12    | 8     | 12    | 005.20（4人）   | 02着 | R1:58.4（34.0）     | -0.0     | 0北村友一    | 55        | ラッキーライラック     | 454         |
| 0000.06.28 | 阪神           | 宝塚記念         | GI   | 芝2200m（稍） | 18    | 8     | 16    | 004.10（2人）   | 01着 | R2:13.5（36.3）     | -1.0     | 0北村友一    | 56        | （キセキ）             | 464         |
| 0000.11.01 | 東京           | 天皇賞（秋）     | GI   | 芝2000m（良） | 12    | 6     | 7     | 004.40（2人）   | 03着 | R1:57.9（32.8）     | -0.1     | 0北村友一    | 56        | アーモンドアイ         | 464         |
| 0000.12.27 | 中山           | 有馬記念         | GI   | 芝2500m（良） | 16    | 5     | 9     | 002.50（1人）   | 01着 | R2:35.0（36.2）     | -0.0     | 0北村友一    | 55        | （サラキア）           | 474         |
| 2021.03.27 | メイダン       | ドバイSC         | G1   | 芝2410m（良） | 10    | 8     | 9     | 001.90（1人）   | 02着 |                     | （クビ） | 0北村友一    | 55        | Mishriff               | 計不        |
| 0000.06.27 | 阪神           | 宝塚記念         | GI   | 芝2200m（良） | 13    | 5     | 7     | 001.80（1人）   | 01着 | R2:10.9（34.4）     | -0.4     | 0C.ルメール  | 56        | （ユニコーンライオン） | 478         |
| 0000.10.03 | パリロンシャン | 凱旋門賞         | G1   | 芝2400m（Co） | 14    | 14    | 7     | 010.00（5人）   | 07着 | R2:38.54（37.97）   | -0.92    | O.マーフィー | 58        | Torquator Tasso        | 計不        |
| 0000.12.26 | 中山           | 有馬記念         | GI   | 芝2500m（良） | 16    | 4     | 7     | 002.90（2人）   | 03着 | R2:32.2（36.0）     | -0.2     | 0C.ルメール  | 55        | エフフォーリア         | 478         |

- 海外の枠番はゲート番
- フランスの人気・オッズはRacing Postのもの（日本式のオッズ表記とした）

## 繁殖牝馬時代
2022年7月11日、エピファネイアとの仔の受胎を確認し、2023年2月15日朝、牡馬を出産した。
2025年7月20日、現役時代の調教師斉藤崇史厩舎に入厩した初子ベレシートが、同じく現役時代の主戦であった北村友一を鞍上に小倉5R・新馬戦に出走し1着となり、産駒が初勝利を飾る。
|       | 馬名                   | 生年   | 性 | 毛色   | 父                 | 馬主                     | 厩舎           | 戦績           |
| ----- | ---------------------- | ------ | -- | ------ | ------------------ | ------------------------ | -------------- | -------------- |
| 初仔  | ベレシート             | 2023年 | 牡 | 黒鹿毛 | エピファネイア     | （有）サンデーレーシング | 栗東・斉藤崇史 | 1戦1勝（現役） |
| 2番仔 | クロノジェネシスの2024 | 2024年 | 牝 | 芦毛   | サートゥルナーリア |                          |                |                |
| 3番仔 | クロノジェネシスの2025 | 2025年 | 牝 |        | イクイノックス     |                          |                |                |

- 2025年4月27日現在

## 血統表
| クロノジェネシスの血統      | クロノジェネシスの血統               | クロノジェネシスの血統       | （血統表の出典）             | （血統表の出典） |
| 父系                        | ブラッシンググルーム系               | ブラッシンググルーム系       | ブラッシンググルーム系       | [ § 2 ]          |
| 父 *バゴ Bago 2001 黒鹿毛   | 父の父Nashwan 1986 栗毛              | Blushing Groom               | Red God                      | Red God          |
| 父 *バゴ Bago 2001 黒鹿毛   | 父の父Nashwan 1986 栗毛              | Blushing Groom               | Runaway Bride                |                  |
| 父 *バゴ Bago 2001 黒鹿毛   | 父の父Nashwan 1986 栗毛              | Height of Fashion            | Bustino                      | Bustino          |
| 父 *バゴ Bago 2001 黒鹿毛   | 父の父Nashwan 1986 栗毛              | Height of Fashion            | Highclere                    |                  |
| 父 *バゴ Bago 2001 黒鹿毛   | 父の母Moonlight's Box 1996 鹿毛      | Nureyev                      | Northern Dancer              | Northern Dancer  |
| 父 *バゴ Bago 2001 黒鹿毛   | 父の母Moonlight's Box 1996 鹿毛      | Nureyev                      | Special                      |                  |
| 父 *バゴ Bago 2001 黒鹿毛   | 父の母Moonlight's Box 1996 鹿毛      | Coup de Genie                | Mr. Prospector               | Mr. Prospector   |
| 父 *バゴ Bago 2001 黒鹿毛   | 父の母Moonlight's Box 1996 鹿毛      | Coup de Genie                | Coup de Folie                |                  |
| 母 クロノロジスト 2003 芦毛 | 母の父*クロフネ 1998 芦毛            | *フレンチデピュティ          | Deputy Minister              | Deputy Minister  |
| 母 クロノロジスト 2003 芦毛 | 母の父*クロフネ 1998 芦毛            | *フレンチデピュティ          | Mitterand                    |                  |
| 母 クロノロジスト 2003 芦毛 | 母の父*クロフネ 1998 芦毛            | *ブルーアヴェニュー          | Classic Go Go                | Classic Go Go    |
| 母 クロノロジスト 2003 芦毛 | 母の父*クロフネ 1998 芦毛            | *ブルーアヴェニュー          | Eliza Blue                   |                  |
| 母 クロノロジスト 2003 芦毛 | 母の母インディスユニゾン 1997 青鹿毛 | *サンデーサイレンス          | Halo                         | Halo             |
| 母 クロノロジスト 2003 芦毛 | 母の母インディスユニゾン 1997 青鹿毛 | *サンデーサイレンス          | Wishing Well                 |                  |
| 母 クロノロジスト 2003 芦毛 | 母の母インディスユニゾン 1997 青鹿毛 | *ラスティックベル            | Mr. Prospector               | Mr. Prospector   |
| 母 クロノロジスト 2003 芦毛 | 母の母インディスユニゾン 1997 青鹿毛 | *ラスティックベル            | Ragtime Girl                 |                  |
| 母系(F-No.)                 | 20号族(FN:20-a)                      | 20号族(FN:20-a)              | 20号族(FN:20-a)              | [ § 3 ]          |
| 5代内の近親交配             | Mr. Prospector 4×4、Halo 5×4         | Mr. Prospector 4×4、Halo 5×4 | Mr. Prospector 4×4、Halo 5×4 | [ § 4 ]          |
| 出典                        | 1. 2. 3. 4.                          | 1. 2. 3. 4.                  | 1. 2. 3. 4.                  | 1. 2. 3. 4.      |

- 母クロノロジストは現役時代に中央で2戦1勝。その勝ち鞍は2006年9月18日の3歳未勝利戦(中京ダート1700m)[57]。現役時代の成績を考えれば繁殖牝馬としては大成したと言える。
- 半姉に2019年のヴィクトリアマイル、2020年の香港カップを制したノームコア（父ハービンジャー）がいる[57]。
- 母母インディスユニゾンはフサイチエアデールの全妹。近親にライラプス、フサイチリシャール、アドマイヤエイカンなどの活躍馬がいる[57]。